# 곽광선
곽광선(한국 한자: 郭桄善, 1986년 3월 28일~)은 대한민국의 축구 선수로 포지션은 수비수이다.

## 클럽 경력
곽광선은 4월 11일에 열린 전남 드래곤즈와의 경기에서 개인 첫 득점을 기록하였다. 그 후 5월 16일 대구 FC, 5월 24일 울산 현대와의 경기에서 1골씩 기록하였다.
2011년 11월 22일, 오재석과 트레이드되어 수원 삼성 블루윙즈로 이적하였다.
2014시즌 중, 팀 동료 이현웅, 조동건과 함께 상무에 입대하였다가 2016 시즌을 앞두고 수원에 복귀하여 수원의 FA컵 우승을 이끌어냈다.
2018시즌 후, FA 신분이 된 곽광선은 2019년 1월 9일에 수원을 떠나 전남으로 이적하였다.
2021시즌을 앞두고 광주 FC로 이적했다.
2022시즌을 앞두고 성남 FC로 이적했다.

## 수상

### 클럽
숭실대학교
- 전국대학축구선수권대회 우승 2회 (2005, 2006)
- 전국춘계대학축구연맹전 준우승 1회 (2006)
- 전국추계대학축구연맹전 우승 3회 (2005, 2007, 2008)

 상주 상무
- K리그 챌린지 : 우승 1회 (2015)

 수원 삼성 블루윙즈
- FA컵 : 우승 1회(2016)